# 4-ヒドロキシフェニルアセトアルデヒドデヒドロゲナーゼ
4-ヒドロキシフェニルアセトアルデヒドデヒドロゲナーゼ（4-hydroxyphenylacetaldehyde dehydrogenase）は、チロシン代謝酵素の一つで、次の化学反応を触媒する酸化還元酵素である。
4-ヒドロキシフェニルアセトアルデヒド + NAD+ + H2O {\displaystyle \rightleftharpoons } 4-ヒドロキシフェニル酢酸 + NADH + 2 H+
反応式の通り、この酵素の基質は4-ヒドロキシフェニルアセトアルデヒドとNAD+と水、生成物は4-ヒドロキシフェニル酢酸とNADHとH+である。
組織名は4-hydroxyphenylacetaldehyde:NAD+ oxidoreductaseで、別名に4-HPAL dehydrogenaseがある。